# 第二次戦略兵器制限交渉
第二次戦略兵器制限交渉（だいにじせんりゃくへいきせいげんこうしょう、英語: Strategic Arms Limitation Talks 2、SALT II）は、アメリカとソ連との間で行われた、互いの核兵器の数を制限する交渉、およびその結果締結された軍備制限条約のこと。
冷戦期において、米ソ両国は核兵器の開発・生産競争を行っていた。1972年に調印された第一次戦略兵器制限交渉（SALT I）の協定においては、両国の弾道ミサイル保有数の上限が定められていた。
この第二次交渉においては、第一次交渉に加え核兵器の運搬手段（ICBM、重爆撃機（Heavy bombers、戦略爆撃機を指す条約上の概念）、SLBM）の数量制限と、複数弾頭化の制限が盛りこまれた。
1979年6月18日、両国はウィーンで条約に調印したものの、ソ連がアフガニスタンに侵攻したことを理由としてアメリカ議会の批准拒否により、そのまま1985年に期限切れになった。

## 条約の内容
条約については、この条約の目的（前文）、締約国の義務（第１条）、戦略核運搬手段の定義（第２条）、戦略核運搬手段の総数規制（第３条）、ICBMに関する細部規制（第４条）、MIRVに関する細部規制（第５条）、以下戦略核としてカウントされる条件、近代化の条件等等の細部規則条項からなる。

### この条約の目的
核戦争が全人類に壊滅的な結果をもたらす事と戦略的安定の強化が米ソ両国の利益や国際安全保障の利益に合致することを双方が認識し、全面的かつ完全な軍縮を達成するため、戦略攻撃兵器（ICBM、SLBM、重爆撃機及びASBM）の制限を達成する。

### 戦略核運搬手段の定義
条約第2条に基づく定義は下記の通り。なお、下記定義は後の第一次戦略兵器削減条約において定義を修正されたものがある事に注意。
- ICBM…米本土及びソ連本土の最短距離である5500㎞以上の射程を持つ弾道ミサイル
- SLBM…射程に関わらず、原子力潜水艦又は通常動力型潜水艦から発射される弾道ミサイル
- 重爆撃機…下記の条件のいずれかを満たすもの
  - 米国B-52、B-1、ソ連Tu-95、M4-バイソン（Myasishchev types）及びそれと同等又は以上の性能をもつ爆撃機
  - 射程600㎞を超える空中発射巡航ミサイルを装備できる爆撃機[4]。
  - ASBM（空中発射式弾道ミサイル）搭載の爆撃機[5]
- 空中発射弾道ミサイル（ASBM,Air-to-surface ballistic missiles)…射程600km以上の航空機搭載弾道ミサイル
- 重ICBM…米ソが本条約締約時に配備している最大のICBMと比較して、発射重量または投射重量が大きい物
- 巡航ミサイル…飛行経路の大部分で空力・揚力を使用して飛行を維持し航空機に搭載され空中発射される、無人・自走式・被誘導式の兵器運搬手段

### 戦略核総数の制限
- 各締約国は戦略核運搬手段（ICBM、SLBM、重爆撃機、ASBM）の総数を2400基以下に制限し、1981年1月1日から2250基へ削減を開始する。
- 総数の中における組み合わせは各締約国の自由とする。